# Maria Rita
 (février 2021).
Maria Rita, de son vrai nom Maria Rita Mariano, est une chanteuse brésilienne. Elle est née à São Paulo le 9 septembre 1977. Fille de la chanteuse Elis Regina et du compositeur César Camargo Mariano, elle commence sa carrière dans la chanson à l'âge de 24 ans.

## Discographie
- Maria Rita (2003)
- Segundo (2005)
- Samba Meu (2007)
- Elo (2011)
- Redescobrir (2012)
- Coraçao a batucar (2014)
- O Samba Em Mim (Ao Vivo Na Lapa) (2016)
- Amor E Música (2018)

## Sources
1. ↑  (pt) « Site officiel », sur Maria Rita (consulté en avril 2022)